# Liste der Biografien/Sph
Liste der Biografien |
Portal Biografien |
Personensuche
# |
A |
B |
C |
D |
E |
F |
G |
H |
I |
J |
K |
L |
M |
N |
O |
P |
Q |
R |
S |
T |
U |
V |
W |
X |
Y |
Z |
?
 
Sa |
Sb |
Sc |
Sd |
Se |
Sf |
Sg |
Sh |
Si |
Sj |
Sk |
Sl |
Sm |
Sn |
So |
Sp |
Sq |
Sr |
Ss |
St |
Su |
Sv |
Sw |
Sy |
Sz
 
Spa |
Spe |
Sph |
Spi |
Spl |
Spo |
Spr |
Spu |
Spy
Die Liste der Biografien führt alle Personen auf, die in der deutschsprachigen Wikipedia einen Artikel haben. Dieses ist eine Teilliste mit 4 Einträgen von Personen, deren Namen mit den Buchstaben „Sph“ beginnt.

## Sph

### Sphe
- Spheeris, Jimmie (1949–1984), US-amerikanischer Sänger-Songwriter
- Spheeris, Penelope (* 1945), US-amerikanische RegisseurinPenelope Spheeris (* 1945)

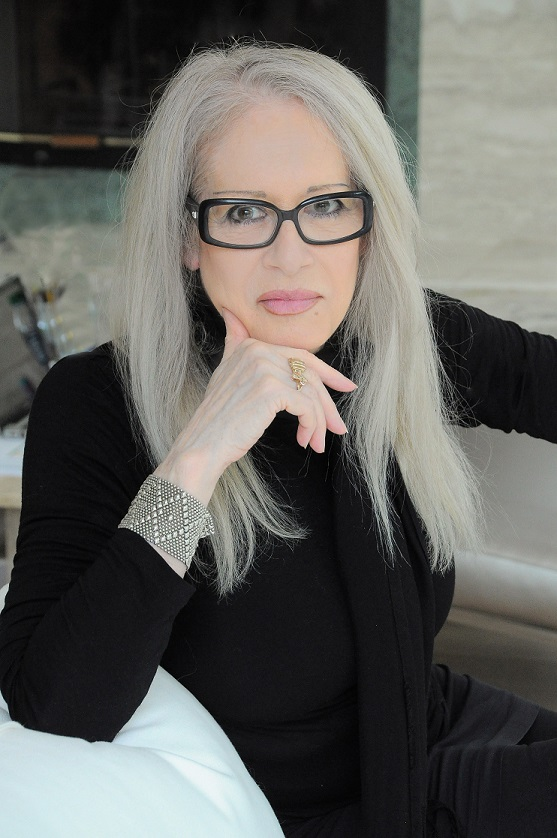
Penelope Spheeris (* 1945)

### Spho
- Sphon Noiwong (* 2005), thailändischer Fußballspieler

### Sphr
- Sphrantzes, Georgios (* 1401), byzantinischer Geschichtsschreiber